# Ramón Caracas
Gral. Ramón Caracas fue un militar mexicano que participó en la Revolución mexicana. Nació en Soledad de Doblado, Veracruz. De origen campesino, se incorporó a la División de Oriente, comandada por Cándido Aguilar. Alcanzó el grado de coronel. En 1915 fue designado Jefe de la guarnición de Orizaba. Años después participó en el movimiento agrarista de su estado, siendo uno de sus principales líderes de la Liga de Comunidades Agrarias, durante el gobierno de Adalberto Tejeda Lo mismo podría decirse de su hermano José María Caracas Lara, quién murió por fuerzas reaccionarias. Ramón Caracas Lara murió el 1 de octubre de 1967.